# Johannes Burchart VIII
Johnannes Burchard VIII (von Béllawary de Sykava) (1776 - 1838), chevalier russe, membre de la Confrérie de la Chevalerie estonienne, fut le pharmacien de la ville de Tallinn (voir la Raeapteek), un féru d'antiquité et le fondateur du premier musée en gouvernement d'Estonie.

## Biographie
Il est le fils du pharmacien Johannes Burchart VII. Il étudie à l'École cathédrale de Tallinn jusqu'en 1792 puis à Halle et à l'université d'Iéna jusqu'en 1798. Reçut docteur, il part trois ans à Saint-Pétersbourg puis dans le sud de la Russie. Il rentre exercer à Reval en 1802 et hérite de la pharmacie de son père en 1808. En 1802, il crée le premier musée privé d'Estonie, musée de curiosités et de la vie locale. Il le nomme "Mon faible", en français. Cette inscription est encore visible sur le linteau de la porte donnant accès à l'ancien musée.
Il se marie en 1802 avec à Elisabeth Bluhm (1783-1860), fille du docteur Hermann Bluhm (1743-1810), conseiller, Stadtphysikus et médecin de la police (Polizeiarzt) de Tallinn. Il est le père de Johannes Burchart IX, (1808-1869). Il est inhumé avec d'autres Burchard au cimetière Kopli de Tallinn. Il est le beau-père de Peter et Nikolai von Glehn.

## La collectionMon faible
La collection Mon faible est la première collection enregistrée au musée de l'histoire estonienne et peut être considérée comme le premier musée d'Estonie (1802).
Le docteur Johann Burchart considérait l'année 1802 comme le point de départ de sa collection, lorsque le général Diedrich Arend von Rosenberg, par ailleurs cousin éloigné, lui offrit une pipe de l'amitié, c'est-à-dire une pipe à opium, qui en fut le premier objet. À partir de 1825, la collection est considérable et devient le premier musée privé du gouvernement d'Estland. Les guides contemporains de Tallinn ont toujours fait mention de la « Chambre des antiquités et des curiosités du docteur Burchard ». En 1822, il organise la première exposition d'art à Reval, dans le  bâtiment de la Guilde des Têtes Noires. Il lègue à la fin de sa vie la majeure partie de son musée à la ville. En 1825, il commence une note destinée à ses descendants, décrivant le début et la croissance de sa collection. Après négociations auprès de ses héritiers, la collection est transférée au Musée provincial en 1870. Tous ce qui est conservé actuellement de la collection au Musée national était initialement au Musée provincial. Malgré les guerres et autres péripéties historiques, la collection Burchard est encore largement préservée. 
À côté des antiquités locales, la collection accueillait des objets ethnographiques, puis Burchard acquiert des objets de la Grèce antique, de l'antiquité romaine et égyptienne : pièces de monnaie, d'argile et de bronze, lampes à huile, des bijoux, des statuettes, des momies,..., de Chine, du Siam, du Japon, de Polynésie, des Indes : des ustensiles, des armes, des bijoux et instruments de musique. Jean VIII était aussi un grand amateur d'œuf de Pâques. Burchard ne se contente pas de collectionner des antiquités et tente d'en savoir plus sur les objets de sa collection. En ce qui concerne les antiquités égyptiennes, il consulte l'Académie des sciences de Russie, l'université d'Helsinki et également le célèbre égyptologue Gustav Seyffarth. On trouvait aussi dans le musée des curiosités, comme une botte de l'empereur Pierre le Grand, une paire de gant de Charles XII de Suède, un Stchoty de Ivan Mazepa, un gobelet du roi de Suède, un service du château de Versailles, une tabatière ayant appartenu à Louis XVI, un autographe de Napoléon, etc. 
Le docteur Buchart était membre de la Société d'histoire et d'antiquités des provinces baltes (de).

### Galerie

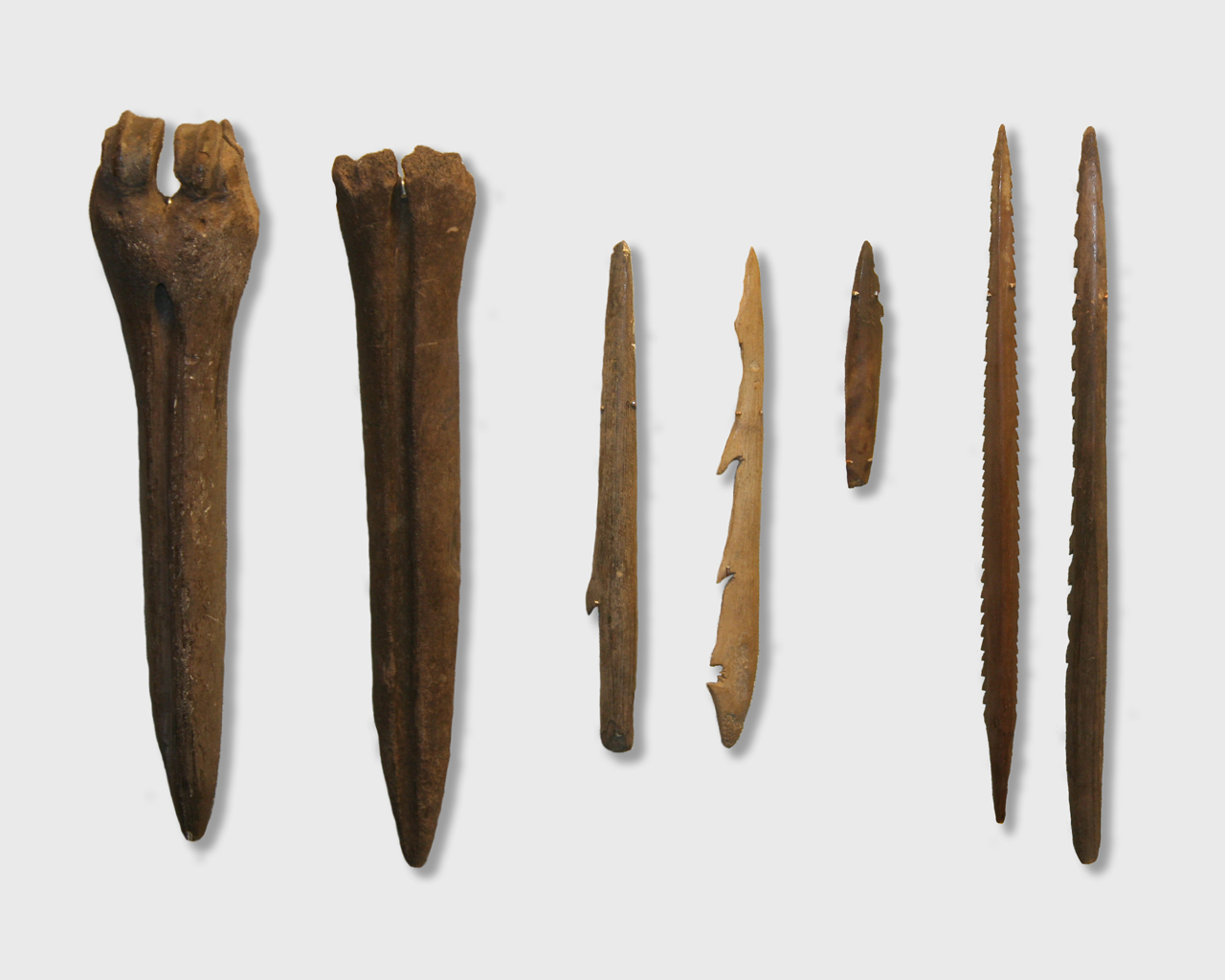
Outils de la culture Kunda (culture swiderienne, vers actuelle Pologne), IXe millénaire av. J.-C.
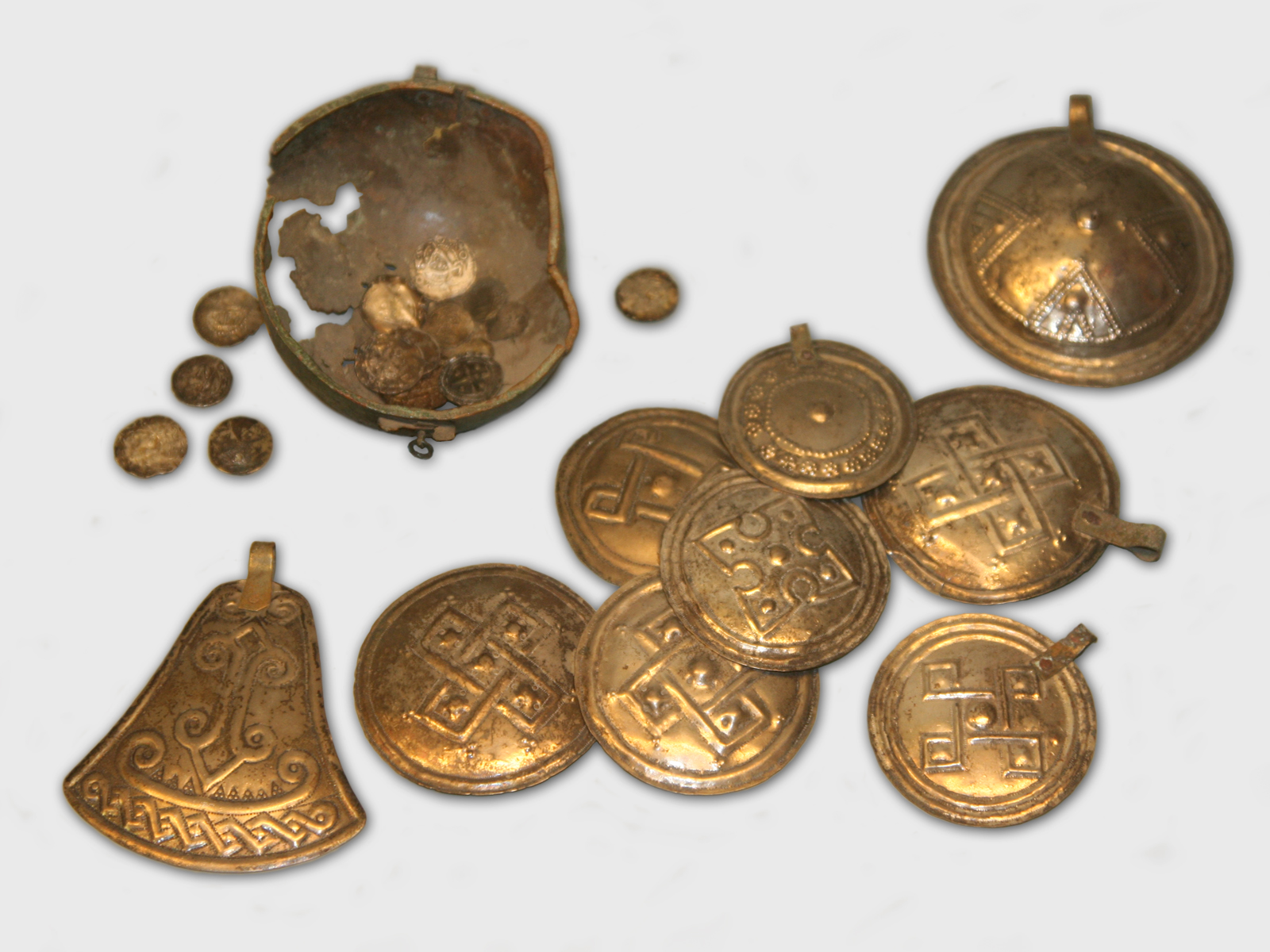
bijoux de Kumna de l'âge du fer
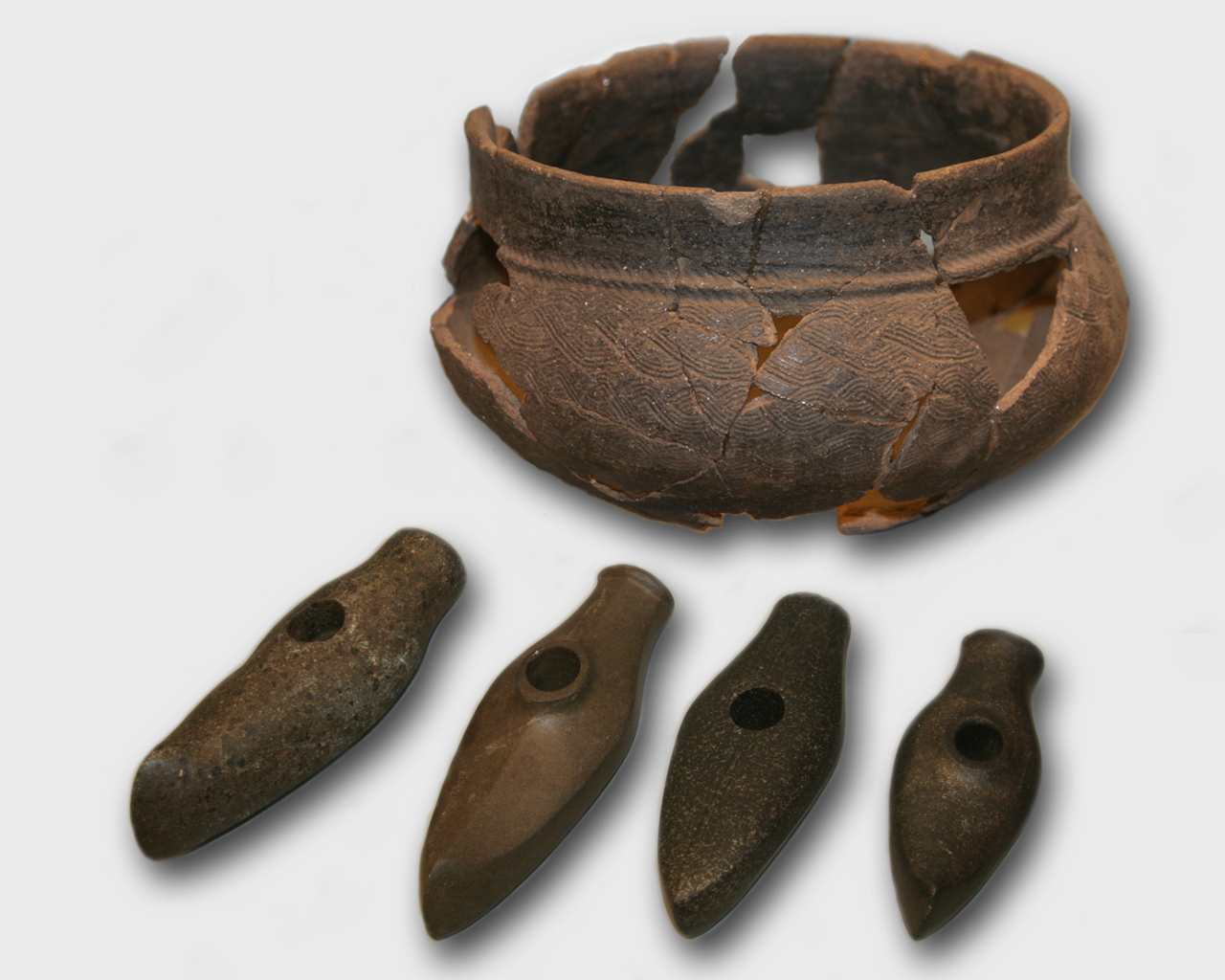
poterie
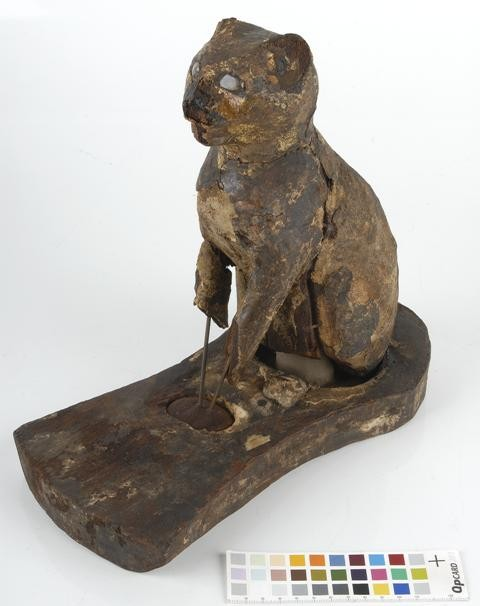
Sarcophage égyptien de chat, VIe siècle av. J.-C.
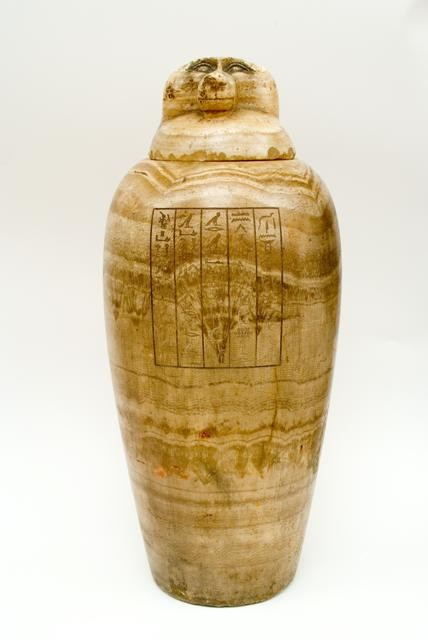
Sarcophage égyptien, VIe siècle av. J.-C.
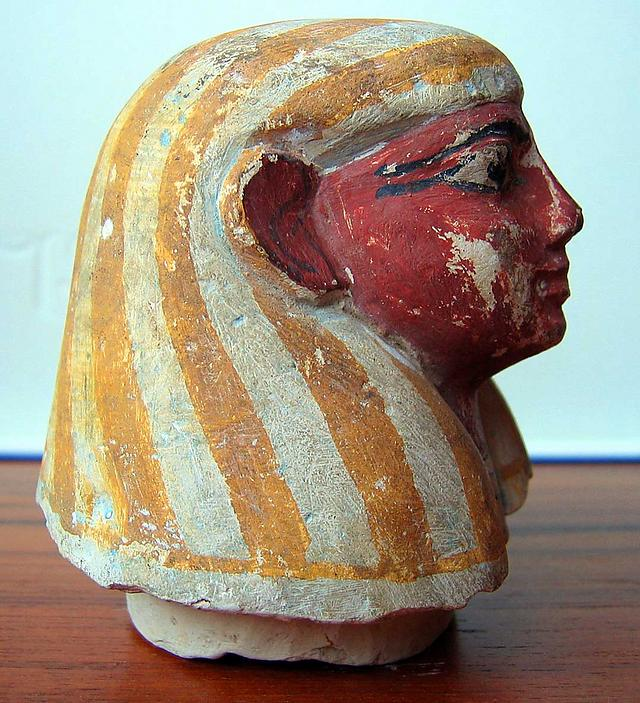
Tête égyptienne
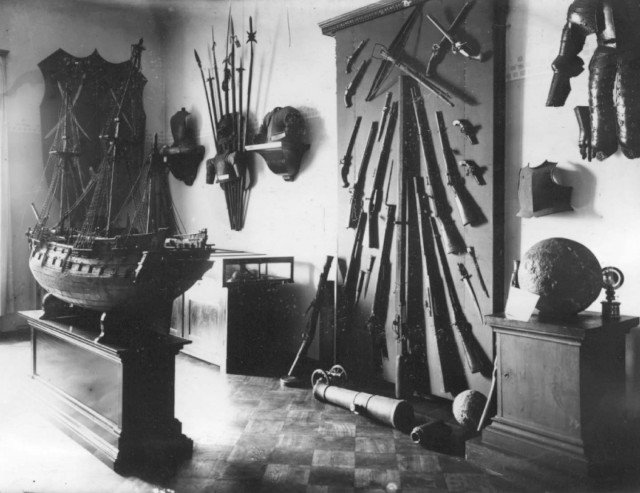
Vue d'une partie de la collection Burchard, "Mon Faible", au sein du musée national de Tallinn, Estonie.
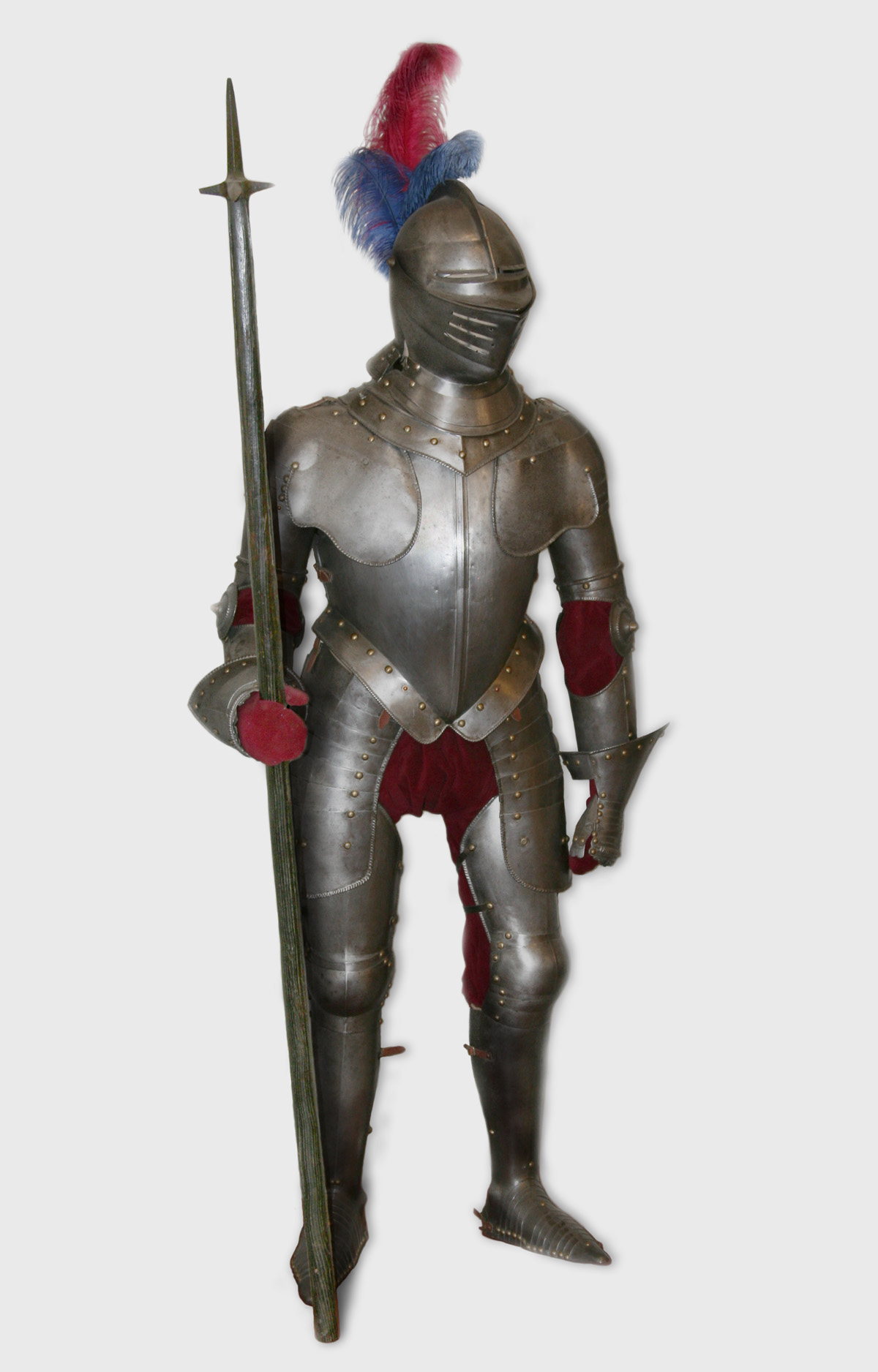
armure de chevalier de l'ordre de Livonie
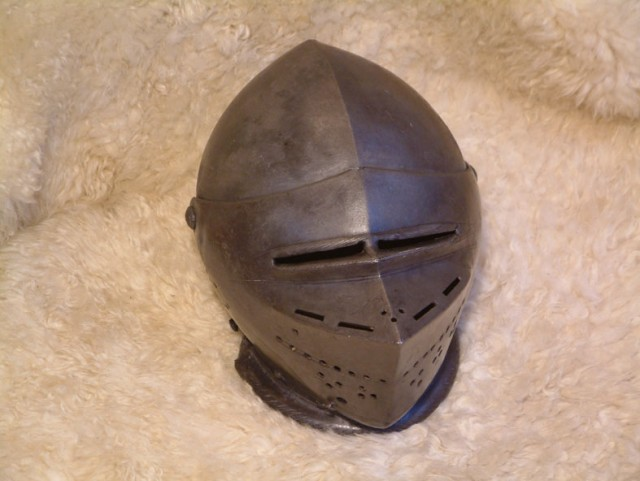
Heaume, Bourgogne, France, 1530
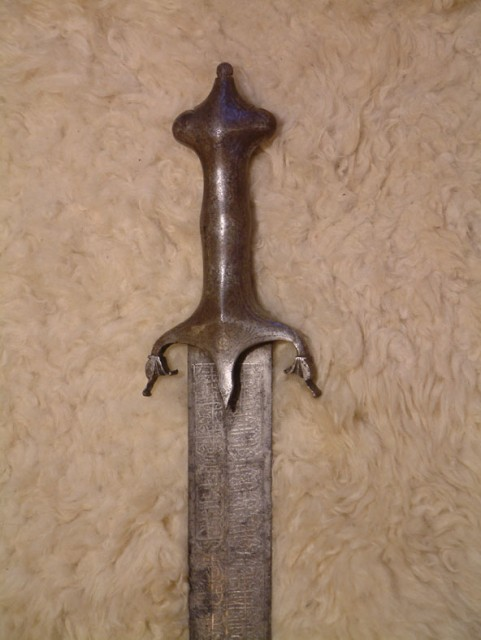
Lame à double tranchant de 1578
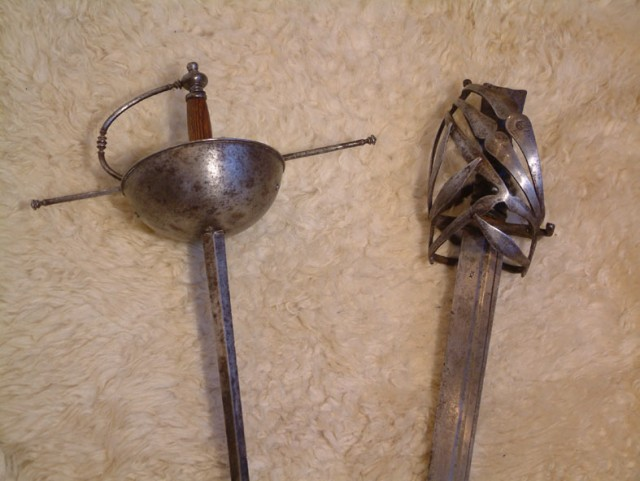
Sabre et épée, Italie, vers 1650
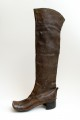
Botte de l'empereur Pierre Ier de Russie (1672-1725)
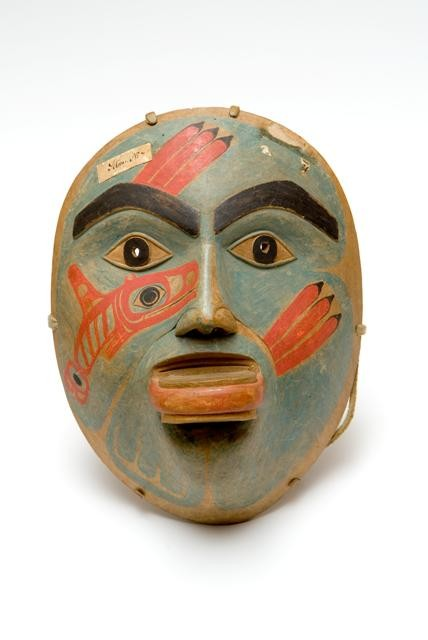
Masque rituel, Alaska, début XIXe